# Karam Rasul
Karam Rasul Kashmiri (ur. 17 maja 1911, zm. ?) – indyjski zapaśnik, olimpijczyk.
Rasul wystartował w zapasach na LIO 1936 w Berlinie.
Nie odegrał większej roli. Przegrał obydwa pojedynki, które stoczył.